# Amt Herford-Hiddenhausen
Das Amt Herford-Hiddenhausen war ein Amt im Kreis Herford in der preußischen Provinz Westfalen und in Nordrhein-Westfalen. Im Rahmen der nordrhein-westfälischen Gebietsreform wurde das Amt zum 1. Januar 1969 aufgelöst.

## Vorgeschichte
Die meisten Gemeinden des späteren Amtes gehörten bis zur Franzosenzeit zur Grafschaft Ravensberg; nur Falkendiek gehörte zum Fürstentum Minden. Von 1807 bis 1810 gehörten alle Gemeinden zum napoleonischen Satellitenstaat Königreich Westphalen. Bei der Annexion großer Teile Norddeutschlands durch Napoleon Bonaparte fielen im Raum Herford von 1811 bis 1813 alle Gemeinden westlich des Flussverlaufs Aa – Werre an das Kaiserreich Frankreich. Diese Gemeinden wurden in zwei Mairien (Bürgermeistereien) nach französischem Muster gegliedert, die zum Arrondissement Minden im französischen Departement der Oberen Ems gehörten:
- Hiddenhausen, Eilshausen, Lippinghausen und Oetinghausen bildeten die Mairie Hiddenhausen.
- Bermbeck, Diebrock, Eickum, Laar, Schweicheln und Stedefreund bildeten die Mairie Herford.[1]

Die Stadt Herford bildete zusammen mit Falkendiek und Schwarzenmoor den Kanton Herford, der im Königreich Westfalen verblieb.
Nach der napoleonischen Niederlage fiel ganz Minden-Ravensberg 1813 zurück an Preußen. Bei der Bildung von Kreisen in der neuen Provinz Westfalen kamen Bermbeck, Bustedt, Eilshausen, Hiddenhausen, Lippinghausen, Oetinghausen und Schweicheln 1816 zum neuen Kreis Bünde, während Diebrock, Eickum, Elverdissen, Falkendiek, Laar, Schwarzenmoor und Stedefreund zum neuen Kreis Herford kamen.
Der Kreis Bünde wurde 1832 in den Kreis Herford eingegliedert.

## Das Amt Herford-Hiddenhausen
Im Rahmen der Einführung der Landgemeindeordnung für die Provinz Westfalen wurden 1843 im Kreis Herford die beiden Ämter Herford und Hiddenhausen gebildet. Das Amt Herford umfasste die Landgemeinden Bermbeck, Diebrock, Eickum, Elverdissen, Falkendiek, Laar, Schwarzenmoor, Schweicheln, Stedefreund und Sundern sowie den Gutsbezirk Oberbehme. Das Amt Hiddenhausen umfasste die Landgemeinden Bustedt, Eilshausen, Hiddenhausen, Lippinghausen und Oetinghausen. Beide Ämter wurden von Anfang an in Personalunion verwaltet. Sie wurden 1851 provisorisch und 1864 endgültig zum Amt Herford-Hiddenhausen zusammengeschlossen.
Für die Amtsverwaltung wurde um 1900 in Herford in der heutigen Amtshausstraße 6 ein Amtshaus errichtet. In dem Gebäude befinden sich heute Dienststellen des Kreises Herford.
Der Gutsbezirk Oberbehme wurde 1929 aufgelöst und in die benachbarte Gemeinde Kirchlengern eingegliedert. Die beiden Gemeinden Bermbeck und Schweicheln wurden am 1. April 1950 zur Gemeinde Schweicheln-Bermbeck zusammengeschlossen. Das Amt umfasste seitdem 14 Gemeinden:
- Bustedt
- Diebrock
- Eickum
- Eilshausen
- Elverdissen
- Falkendiek
- Hiddenhausen
- Laar
- Lippinghausen
- Oetinghausen
- Schwarzenmoor
- Schweicheln-Bermbeck
- Stedefreund
- Sundern

Am 1. Januar 1969 wurde das Amt Herford-Hiddenhausen durch das Gesetz zur Neugliederung des Landkreises Herford und der kreisfreien Stadt Herford aufgelöst:
- Eilshausen, Hiddenhausen, Lippinghausen, Oetinghausen, Schweicheln-Bermbeck und Sundern wurden zu einer neuen Gemeinde Hiddenhausen zusammengeschlossen, die auch Rechtsnachfolgerin des Amtes ist.
- Diebrock, Eickum, Elverdissen, Falkendiek, Laar, Schwarzenmoor und Stedefreund wurden in die Stadt Herford eingegliedert.
- Bustedt wurde in die Stadt Bünde eingegliedert.

## Einwohnerentwicklung
| Jahr | Einwohner | Quelle |
| ---- | --------- | ------ |
| 1843 | 09.663    | [ 10 ] |
| 1864 | 10.441    | [ 11 ] |
| 1871 | 10.036    | [ 12 ] |
| 1885 | 10.415    | [ 13 ] |
| 1910 | 14.643    | [ 14 ] |
| 1925 | 16.869    | [ 15 ] |
| 1939 | 20.108    | [ 15 ] |
| 1950 | 26.372    | [ 16 ] |
| 1961 | 27.221    | [ 16 ] |